# Ba Lan trẻ
Ba Lan trẻ (tiếng Ba Lan: Młoda Polska) là một thời kỳ hiện đại trong nghệ thuật thị giác, văn học và âm nhạc Ba Lan, bao gồm khoảng những năm từ 1890 đến 1918. Đó là kết quả của sự phản đối thẩm mỹ mạnh mẽ đối với những ý tưởng trước đây của Chủ nghĩa thực chứng theo sau sự đàn áp của Cuộc nổi dậy tháng 1 năm 1863 chống lại quân đội chiếm đóng của Đế quốc Nga. Młoda Polska thúc đẩy các xu hướng suy đồi, tân lãng mạn, tượng trưng, ấn tượng và nghệ thuật tân thời.

## Triết học

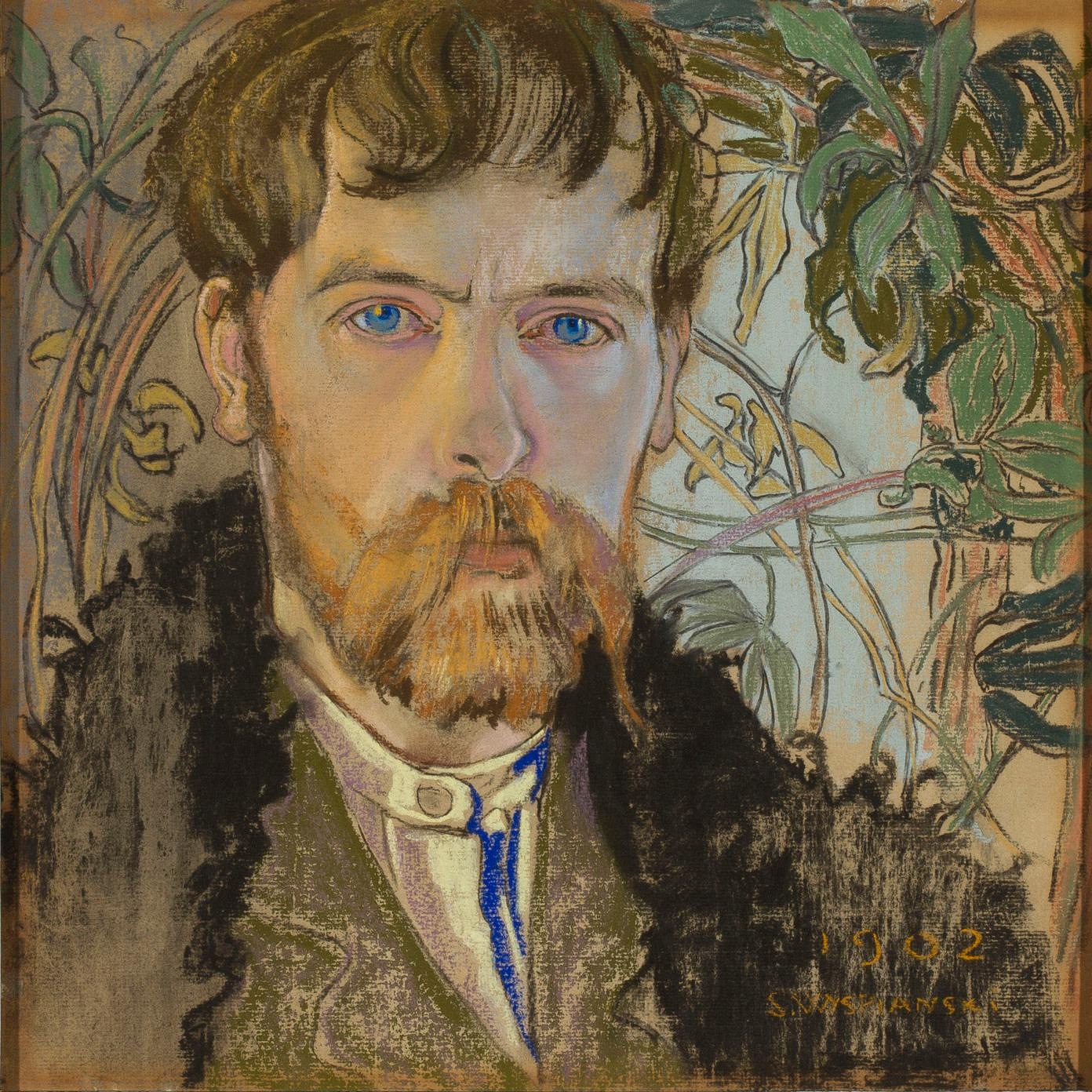
Stanisław Wyspiański tự chụp chân dung bằng phấn màu mềm mại, 1902

Thuật ngữ này được đặt ra trong một tuyên ngôn của nhà văn Artur Górski (art critic) xuất bản trên báo Życie (Life) năm 1898 tại Kraków, và sớm áp dụng trong tất cả các lần phân chia Ba Lan tương tự như Đức trẻ, Bỉ trẻ, Scandinavia trẻ vv 

## Văn chương
Văn học Ba Lan thời kỳ này dựa trên hai khái niệm chính. Trước đó là sự vỡ mộng theo Chủ nghĩa hiện đại điển hình với giai cấp tư sản, lối sống và văn hóa của nó. Các nghệ sĩ theo khái niệm này cũng tin vào sự suy đồi, chấm dứt tất cả văn hóa, xung đột giữa con người và nền văn minh của họ, và khái niệm nghệ thuật là giá trị cao nhất (nghệ thuật vì nghệ thuật). Các tác giả theo khái niệm này bao gồm Kazimierz Przerwa-Tetmajer, Stanisław Przybyszewski, Wacław Rolicz-Lieder và Jan Kasprowicz.
Một khái niệm tiếp theo là sự tiếp nối của chủ nghĩa lãng mạn, và như vậy thường được gọi là Chủ nghĩa lãng mạn mới. Nhóm các nhà văn theo ý tưởng này ít được tổ chức hơn và chính các nhà văn đã đưa ra rất nhiều chủ đề trong các tác phẩm của họ: từ ý nghĩa về sứ mệnh của một cây sào trong văn xuôi của Stefan Żeromski, qua sự bất bình đẳng xã hội được mô tả bởi Władysław Reymont và Gabriela Zapolska của xã hội Ba Lan và lịch sử Ba Lan của Stanisław Wyspiański.
Nhà văn của thời kỳ này cũng bao gồm: Wacław Berent, Jan Kasprowicz, Jan Augustyn Kisielewski, San Antonio Lange, Jan Lemanski, Bolesław Leśmian, Tadeusz Miciński, Andrzej Niemojewski, Franciszek Nowicki, Władysław Orkan, Artur Oppman, Włodzimierz Perzyński, Tadeusz Rittner, Wacław Sieroszewski, Leopold Staff, Kazimierz Przerwa-Tetmajer, Maryla Wolska, Eleonora Kalkowska, Tadeusz Boy-Żeleński và Jerzy Żuławski.

## Âm nhạc
Trong âm nhạc, thuật ngữ Ba Lan Trẻ được áp dụng cho một nhóm các nhà soạn nhạc không chính thức bao gồm Karol Szymanowski, Grzegorz Fitelberg, Ludomir Różycki cũng như Mieczysław Karłowicz và Apolinary Szeluto. Hầu như tất cả được giáo dục bởi Zygmunt Noskowski, nhóm chịu ảnh hưởng mạnh mẽ của Chủ nghĩa tân cổ điển trong âm nhạc và đặc biệt là các nhà soạn nhạc nước ngoài như Richard Strauss, Richard Wagner và những người thuộc nhóm The Mighty Handful, vd Modest Mussorgsky, Alexander Borodin và Nikolai Rimsky-Korsakov.

## Nghệ thuật tạo hình

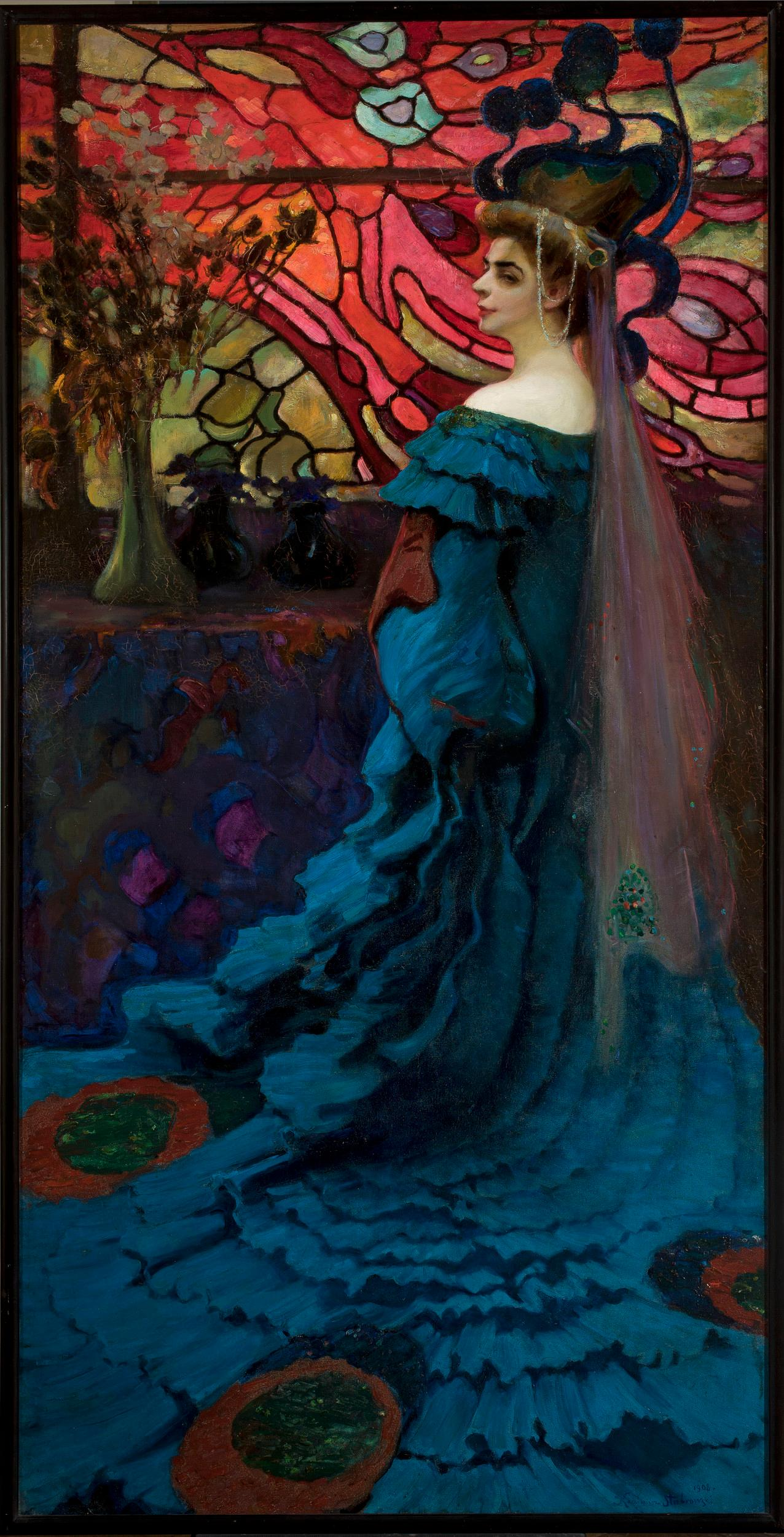
Kazimierz Stabrowski, Peacock. Chân dung Zofia Borucińska, 1908

Trong thời kỳ Ba Lan trẻ, không có xu hướng áp đảo trong nghệ thuật Ba Lan. Các họa sĩ và nhà điêu khắc đã cố gắng tiếp tục truyền thống lãng mạn với những cách thể hiện mới phổ biến ở nước ngoài. Xu hướng có ảnh hưởng nhất là nghệ thuật nouveau, mặc dù các nghệ sĩ Ba Lan cũng bắt đầu tìm kiếm một số hình thức của phong cách quốc gia (bao gồm cả phong cách zakopiański hoặc phong cách Zakopane). Cả điêu khắc và hội họa cũng bị ảnh hưởng nặng nề bởi tất cả các hình thức tượng trưng.

Các họa sĩ và nhà điêu khắc trẻ nổi tiếng của Ba Lan bao gồm:
- Ferdynand Ruszczyc
- Jacek Malczewski
- Jan Bukowski
- Jan Raszka
- Jan Stanisławski
- Jan Talaga
- Julian Fałat
- Józef Mehoffer
- Józef Pankiewicz
- Karol Frycz
- Kazimierz Sichulski
- Konstanty Brandel
- Konstanty Laszczka
- Leon Wyczółkowski
- Ludwik Konarzewski
- Maurycy Lilien
- Olga Boznańska
- Stanisław Wyspiański
- Teodor Axentowicz
- Teofil Terlecki
- Wacław Szymanowski
- Witold Wojtkiewicz
- Wojciech Gerson
- Wojciech Kossak
- Wojciech Weiss
- Władysław Ślewiński
- Włodzimierz Przerwa-Tetmajer
- Xawery Dunikowski